# Jagdfliegerführer Griechenland
Jagdfliegerführer Griechenland war ab dem 1. September 1943 die Bezeichnung einer Dienststellung bzw. einer Kommandobehörde auf Brigadeebene der deutschen Luftwaffe im Zweiten Weltkrieg. Ihre Hauptaufgabe war die Luftraumverteidigung gegen westalliierte Einflüge in das deutschbesetzte Griechenland.

## Geschichte
Die Kommandobehörde des Jagdfliegerführers Griechenland wurde am 1. September 1943 in Athen aufgestellt, als Griechenland seit dem Balkanfeldzug 1941 vom Deutschen Reich besetzt war. 
Die Kommandobehörde war während der gesamten Zeit ihres Bestehens dem Luftwaffenkommando Südost unterstellt. Am 7. Februar 1944 wurde sie in Jagdabschnittsführer Bulgarien umbenannt und nach Sofia verlegt.

## Jagdfliegerführer
| Dienstgrad | Name                   | Datum                                 |
| ---------- | ---------------------- | ------------------------------------- |
| Major      | Gustav-Siegfried Rödel | 1. Juni 1943 bis 1. September 1943    |
| Hauptmann  | Karl Rammelt           | 2. September 1943 bis 1. Februar 1944 |

## Unterstellte Verbände
| Verbände am 10. November 1943 | Flugzeuge | Flugzeuge | Flugzeugtypen           | Liegeplatz               | Lage                                                     |
| Verbände am 10. November 1943 | Soll      | Ist       | Flugzeugtypen           | Liegeplatz               | Lage                                                     |
| Stab/Jagdgeschwader 27        | 4         | 1         | Messerschmitt Bf 109G-6 | Athen-Kalamaki           | 37.895833 23.73333                                       |
| III./Jagdgeschwader 27        | 40        | 32        | Messerschmitt Bf 109G-6 | Tanagra Maleme Argos/Süd | 38.34166 23.5625 35.5291667 23.832286 37.65555 22.705555 |
| IV./Jagdgeschwader 27         | 40        | 32        | Messerschmitt Bf 109G-6 | Gadurra                  | 36.14277 28.06777                                        |
| Insgesamt                     | 84        | 65        |                         |                          |                                                          |

Anmerkungen
1. ↑  Sollstärke nach Kriegsausrüstungsnachweis
2. ↑  Iststärke (die tatsächlich in der Einheit vorhandenen Flugzeuge)